# Anurognat
Anurognathus – rodzaj małego pterozaura z rodziny anurognatów (Anurognathidae).

## Etymologia
gr. przedrostek negatywny αν- an-; ουρα oura „ogon”; γναθος gnathos „żuchwa, szczęka”. Swoją nazwę anurognat zawdzięcza podobieństwu szczęk do szczęk płazów bezogonowych (anura) oraz krótkiego ogona.

## Występowanie
Żył w epoce późnej jury (ok. 155-140 mln lat temu) na terenach obecnej Europy. Jego szczątki znaleziono w Niemczech (w Bawarii, w gminie Solnhofen). W okresie jurajskim tereny te były u wybrzeży Tetydy. Anurognaty więc prawdopodobnie występowały w strefie brzegowej, jak wiele przedstawicieli gadów latających.

## Budowa
Długość anurognata wynosiła ok. 10 cm (w tym 3 cm czaszka), zaś rozpiętość skrzydeł ok. 50 cm. Szacowana masa to ok. 8-10 g.
Opisany na podstawie jednego szkieletu. Był spokrewniony z batrachognatem, lecz był nieco od niego mniejszy. Miał dużą rozpiętość skrzydeł w stosunku do wielkości ciała. Posiadał bardzo krótki ogon, tzw. pygostyl, który zwiększał zwrotność podczas lotu. 
Przednie kończyny miały po trzy wolne palce oraz czwarty, przytrzymujący błonę lotną skrzydła. Kończyny anurognata miały po pięć palców, z których jeden zaopatrzony był w kolec.
Czaszka anurognata zbudowana była z prętów kostnych, dzięki czemu była lżejsza. Krótka, szeroka paszcza, zaopatrzona w igiełkowate zęby pozwala sądzić, że anurognat żywił się owadami schwytanymi w locie, jak dzisiejsze jerzyki.